# The Ungrateful

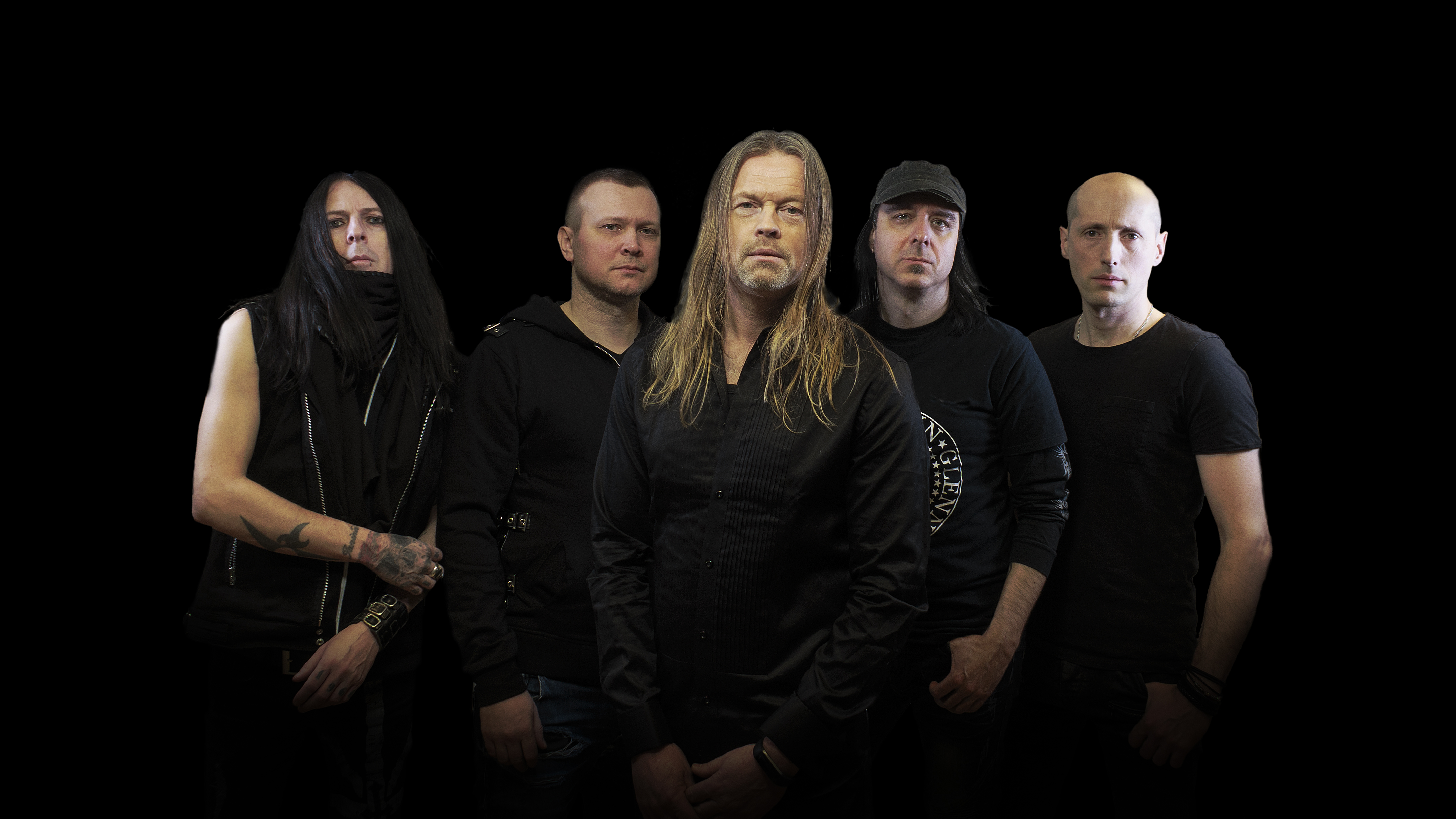
The Ungrateful

The Ungrateful var en Göteborgsbaserad musikgrupp som släppte två skivor (Beauty of Disgrace 1993, New Blood 1995). En tredje skiva (The Skill of Killing Dreams 2009) spelades in men släpptes aldrig. Bandet fick bra recensioner för sitt första album och spelade då på klubbar runt Göteborg och Stockholm. Även New Blood möttes väl och bandet följde upp med ett antal spelningar. Musiken på de två första albumen består av hårdrock/metal. På The Skill of Killing Dreams togs influenser som Kent och Cold Play in och bandet lämnade den renodlade hårdrocken bakom sig. The Ungrateful producerade och spelade in allt material själva. The Skill of Killing Dreams spelades in i Gain Studios i Göteborg.

## Diskografi
- Beauty of Disgrace 1993
- New Blood 1995
- The Skill of Killing Dreams 2009

## Medlemmar
- Michael Alltoft: bas
- Peter Lundberg: trummor
- Dick Börtner: gitarr (Beauty of Disgrace, New Blood)
- Lennart Widegren: gitarr/sång (Beauty of Disgrace)
- Magnus Lundbäck: sång
- Jani Peteri: gitarr (The Skill of Killing Dreams)